# Prosopocera nivosa
Prosopocera nivosa là một loài bọ cánh cứng trong họ Cerambycidae.